# Reservehandverfahren

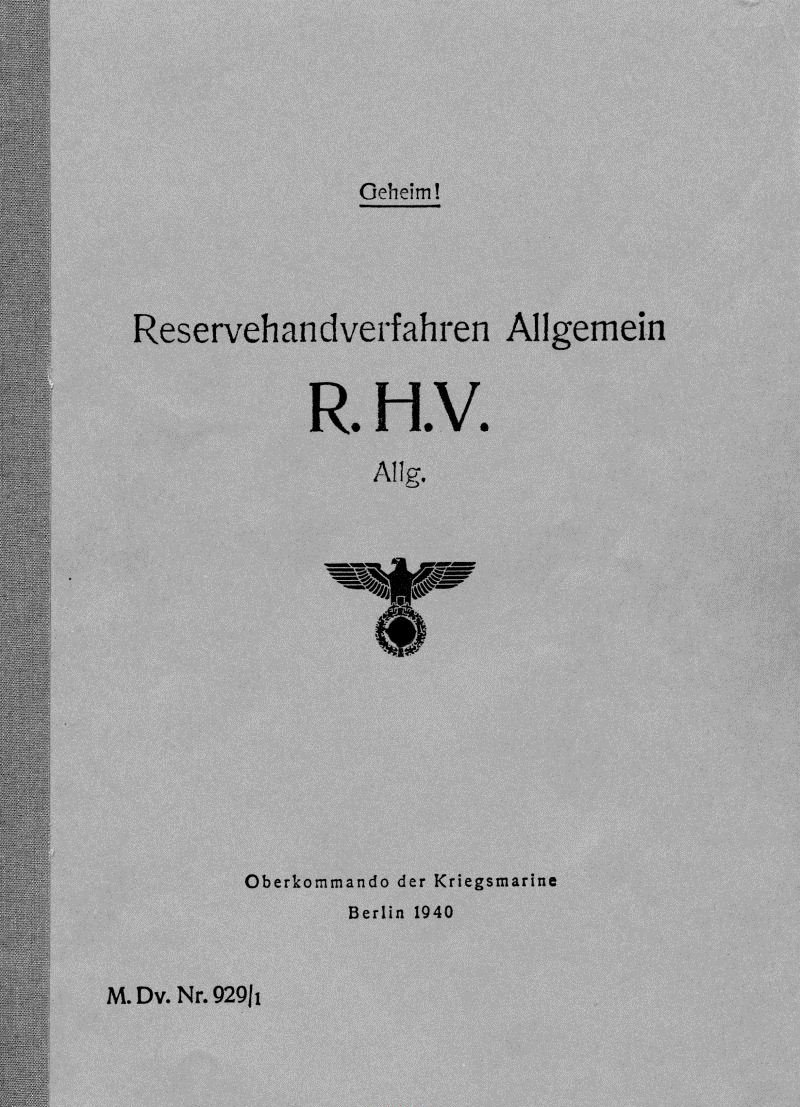
Buchdeckel der Marinedienstvorschrift Reservehandverfahren Allgemein M.Dv. Nr. 929/1 von 1940

Das Reservehandverfahren (Abkürzung: R.H.V. oder RHV) war ein von der deutschen Kriegsmarine eingesetztes Handschlüsselverfahren. Es wurde von Marineeinheiten, beispielsweise kleineren Schiffen benutzt, die nicht im Besitz eines Maschinenschlüssels (Enigma-M3 oder Enigma-M4) waren. Außer diesem „Reservehandverfahren Allgemein“ gab es noch das „Reservehandverfahren Offizier“, das als Ersatz- und Notschlüssel verwendet wurde, falls die Enigma, beispielsweise eines U-Boots, aufgrund befürchteter Bloßstellung, Verlust oder Defekt ausfiel. Auf Inseln in der Ägäis benutzen Landeinheiten der Kriegsmarine eine variante Form, genannt Schlüssel Henno.

## Verfahren
Das Reservehandverfahren bestand aus zwei kryptographischen Stufen (Transposition und Substitution) und benötigte mehrere (damals) geheime Teilschlüssel, von denen es viele unterschiedliche Ausgaben (wie Nr. 1, Nr. 2 etc.) gab. Dabei handelte es sich um:
- ein „Schlüsselheft zum R.H.V. Allg.“,
- eine „Zahlenreihentafel zum R.H.V. Allgemein“,
- einen „Tauschtafelweiser zum R.H.V. Allgemein“ sowie
- mehrere „Doppelbuchstabentauschtafeln“.

Die erste Stufe der Verschlüsselung war eine Spaltentransposition. Dazu wurde der Klartext vorab so mit Füllbuchstaben aufgefüllt, dass seine Länge ein ganzzahliges Vielfaches von vier betrug. Anschließend wurde er in einen sogenannten „Kastenwürfel“ zeilenweise eingetragen und danach unter Benutzung einer als Teilschlüssel vorgegebenen „Zahlenreihe“, die der Zahlenreihentafel entnommen war, spaltenweise in unregelmäßiger Reihenfolge ausgelesen. Beispielsweise bei 15 Spalten in der Reihenfolge 12, 8, 6, 14, 3, 1, 9, 13, 4, 15, 7, 10, 2, 5 und 11. Der so erhaltene Zwischentext wurde in Textstücken der Länge vier gruppiert, den „Buchgruppen“, die untereinander in den Schlüsselzettel geschrieben wurden. Man erhielt so einen transponierten Text in vier Spalten und vielen Zeilen.
Die zweite Stufe der Verschlüsselung war eine monoalphabetische bigraphische bipartite Substitution. Hierzu wurden jeweils zwei vertikal untereinander stehende Buchstaben zweier benachbarter Buchgruppen als Bigramm aufgefasst, das mithilfe von Doppelbuchstabentauschtafeln aus dem Schlüsselheft durch ein Geheim-Bigramm ersetzt wurde. Für jede der vier Spalten wurde eine andere Tafel benutzt. Die jeweils gültigen Tauschtafeln wurden im Tauschtafelweiser abgelesen, einer Tabelle, die den letzten Teilschlüssel repräsentierte.
Als Ergebnis erhielt man die „Funkgruppen“, die üblicherweise im Morsecode als Vierergruppen per Funk übertragen wurden. Der befugte Empfänger der Geheimnachricht konnte unter Verwendung der auch ihm bekannten Schlüssel und unter Umkehrung der Verfahrensschritte diese entschlüsseln und den ursprünglichen Klartext lesen.

## Kryptanalyse
Britischen Codebreakers in Bletchley Park um Jack Plumb, wie A. S. C. Ross, C. T. Carr, Bentley Bridgewater und James Hogarth, gelang es ab Juni 1941 – zunächst mithilfe aus U 110 erbeuteter Schlüsselunterlagen (siehe auch: U-Boot-Krieg), später auch kryptanalytisch – RHV-Funksprüche zu brechen. Obwohl der nachrichtendienstliche Wert der entzifferten Texte für die Briten oft enttäuschend gering war, nutzten sie ihnen als Cribs bei der Entzifferung von Enigma-Funksprüchen.

## Schlüssel Henno

Karte der Kykladen

Ab Mai 1943 beobachteten die Briten im Kriegsschauplatz Mittelmeerraum die Verwendung eines dem RHV ähnlichen Verfahrens, das von den Deutschen als Schlüssel Henno bezeichnet wurde. Es konnte nicht gebrochen werden und die Arbeit daran wurde eingestellt.
Im April 1944 unternahmen die britischen Streitkräfte Überfälle auf die von der Wehrmacht besetzten Kykladen-Inseln Santorin, Ios, Amorgos und Mykonos. Zweck war, die dortigen deutschen Beobachtungsposten zu eliminieren. Dabei fielen den Briten auf Mykonos sämtliche Geheimdokumente zu Henno in die Hände, was den Deutschen nicht verborgen blieb.
Diese änderten daraufhin nach und nach sämtliche Schlüsselunterlagen.
Die so durchgeführte schrittweise Änderung der Schlüsseltabellen stellte sich allerdings als ein fataler kryptographischer Fehler heraus, denn den britischen Codebreakers gelang es, mit den deutschen Modifikationen Schritt zu halten. Hätten die Deutschen hingegen schlagartig alle Unterlagen zugleich geändert, dann wäre der Einbruch vermutlich verhindert worden. So jedoch konnten die Briten mit einem Personaleinsatz von bis zu 30 Codeknackern Monat für Monat mehr als tausend Henno-Funksprüche „mitlesen“. Der Nachrichtenwert dieser Entzifferungen war für die Briten allerdings zumeist enttäuschend gering, so dass sie sich Ende August 1944 entschlossen, die Arbeit an Henno einzustellen.